# TriStar
Pour les articles homonymes, voir Tristar.

Ancien logo de TriStar.

TriStar (Tri-Star, avec un trait d'union, jusqu'en 1992) est une société de production et de distribution de films de cinéma fondée par Victor Kaufman. TriStar est une filiale du Columbia TriStar Motion Picture Group, une société du groupe Sony Pictures. Ne pas confondre avec l'électroménager Tristar.

## Historique
C'est en 1982 que Columbia, alors filiale de la Coca-Cola Company, HBO et CBS décident de créer une société commune pour limiter les coûts liés à la production et à la distribution de films dont les budgets connaissent alors une sensible inflation.
En 1984, la première production de TriStar est Where the Boys Are, un remake d'un film qui avait été produit dans les années 1960 par Metro-Goldwyn-Mayer, Ces folles de filles d'Ève.
En 1984, TriStar Pictures rachète le réseau de salles de cinéma Loews Cineplex.
En 1989, Coca-Cola se désengage du monde des médias. Ses activités cinéma sont alors reprises par Sony qui fusionne Columbia et Tri-Star mais continue à utiliser arbitrairement l'un ou l'autre des noms pour ses productions. Depuis 1999, Sony ne semble plus utiliser le nom de TriStar que pour l'acquisition de films indépendants. La société est alors englobée au Columbia TriStar Motion Picture Group.
La société se spécialise ensuite dans les "films de genre" . En 2013, la société coproduit Elysium, son plus gros budget depuis Le Masque de Zorro en 1998. Toujours en 2013, Thomas Rothman, ancien chairman de la 20th Century Fox, rejoint Sony et fonde TriStar Productions, prévu pour développer 4 films par an ainsi que des projets télévisés.

## Filmographie partielle

### Années 1980
- Where the Boys Are  (1984)
- Les Muppets à Manhattan (1984)
- Birdy (1984)
- Le Meilleur (The Natural) (1984)
- Les Saisons du cœur (Places in the Heart) (1984)
- Lifeforce (1985)
- Profession: Génie (Real Genius) (1985)
- Santa Claus (Santa Claus: The Movie) (1985)
- Short Circuit (1986), "ainsi que sa suite en 1988"
- À propos d'hier soir... (1986)
- Labyrinthe (1986)
- Running Man (1986)
- Le Blob (1988), "remake de la version de 1958"
- La Septième Prophétie (The Seventh Sign) (1988)
- Double Détente (1988)
- Potins de femmes (Steel Magnolias) (1989)
- Allô maman, ici bébé ! (Look Who's Talking) (1989) "ainsi que ses deux suites en 1990 et 1993"
- Le Ciel s'est trompé (Chances Are) (1989)

### Années 1990
- Avalon (1990)
- Total Recall (1990, distribution)
- Les Doors (1991, distribution)
- Terminator 2 : Le Jugement dernier (Terminator 2: Judgment Day) (1991, distribution)
- Hook ou la Revanche du Capitaine Crochet (1991)
- Basic Instinct (1992, distribution)
- Chaplin (1992, distribution)
- Maris et Femmes (1992)
- Quand Harriet découpe Charlie ! (1993)
- Meurtre mystérieux à Manhattan (1993)
- Philadelphia (1993)
- Rudy (1993)
- Nuits blanches à Seattle (Sleepless in Seattle) (1993)
- Frankenstein (1994)
- Légendes d'automne (Legends of the Fall) (1994)
- Le Diable en robe bleue (1995)
- Jumanji (1995)
- Johnny Mnemonic (1995)
- Mort ou vif (The Quick and the Dead) (1995)
- Le Fan (1996)
- Sunset Park (en) (1996)
- Matilda (1996)
- Jerry Maguire (1996)
- Le Mariage de mon meilleur ami (My Best Friend's Wedding) (1997)
- Starship Troopers (1997)
- Sept ans au Tibet (Seven Years in Tibet) (1997)
- Godzilla (1998)
- Le Masque de Zorro (1998)
- Big Hit (The Big Hit)
- Slam Dunk (1998)
- La Tête dans le carton à chapeaux (Crazy in Alabama) (1999)
- Jakob le menteur (Jakob the Liar)  (1999)

### Années 2000
- Prémonitions (Premonition) (2007)
- École paternelle 2 (Daddy Day Camp) (2007)
- Les Passagers (Passengers) (2008)
- District 9  (2009)

### Années 2010
- Planète 51 (Planet 51)  (2010)
- Colombiana (2011)
- Courageous (2011)
- The Call (2013)
- The Walk : Rêver plus haut (2015)
- Money Monster (2016)
- Billy Lynn's Long Halftime Walk (2016)
- Trainspotting 2 (2017)
- Baby Driver (2017)

### Années 2020
- 2022 : The Woman King de Gina Prince-Bythewood
- 2022 : I Wanna Dance with Somebody de Kasi Lemmons
- 2024 : The Book of Clarence de Jeymes Samuel